# 宇部総合サービス
株式会社宇部総合サービス（うべそうごうサービス、英: Ube Industries General Service Co.,Ltd.）は、山口県宇部市に本社を置く人材派遣業者。
UBEの完全子会社である。

## 概要
UBEグループの厚生施設運営のほか人材派遣事業、警備保安事業、物品販売事業、廃棄物運搬業務、清掃業務を手がける。グループ内の人材派遣は事務系部門を当社が、化学工場の製造系部門をケムスタッフが担っていたが、2021年（令和3年）4月1日に当社を存続会社としてケムスタッフを吸収合併し、経営を効率化するとともにグループ外への人材派遣も拡大している。
メンテナンス事業としては、宇部興産ビル、ANAクラウンプラザホテル宇部、フジグラン宇部ほかフジグランの山口県内8店舗、周防カントリーの維持管理を行っている。2006年より宇部市総合福祉会館および宇部市営駐車場の指定管理者に指定されている。

## 沿革
- 1981年（昭和56年） - 宇部興産（現・UBE）の全額出資により設立（資本金2千万円）。宇部興産グループの厚生施設管理と環境整備事業開始。
- 1983年（昭和58年） - 資本金4千万円に増資。ホテル・ビルメンテナンス事業開始。
- 1986年（昭和61年） - 社員食堂・物品販売事業開始。
- 1987年（昭和62年） - 警備・保安事業開始。
- 1991年（平成3年） - 保育所の運営管理開始。
- 1992年（平成4年） - 宇部興産グループ内での郵便物集配業務開始。
- 1996年（平成8年） - 病院施設のテレビレンタル開始。
- 1999年（平成11年） - フジグラン宇部ビルメンテナンス業務一式受託。
- 2001年（平成13年） - 宇部興産ビル、テナント管理業務受託。
- 2002年（平成14年） - 郵便切手、収入印紙等の販売に関する業務開始。
- 2003年（平成15年） - 一般労働者派遣事業開始。
- 2005年（平成17年） - 産業廃棄物収集運搬業務開始。有料職業紹介事業の免許取得、業務開始。
- 2006年（平成18年） - 宇部市総合福祉会館、市営駐車場の指定管理者となる。
- 2021年（令和3年） - 当社を存続会社として宇部ケムスタッフを吸収合併[1]。
- 2023年（令和5年） - 商号を宇部総合サービスに変更。

## 加盟団体
- 全国警備業協会
- 山口県警備業協会
- 宇部たばこ販売共同組合
- 山口県消防設備協会